# Vollenhovia umbilicata
Vollenhovia umbilicata é uma espécie de formiga do gênero Vollenhovia, pertencente à subfamília Myrmicinae.